# Eroi dell'Olimpo: il figlio di Nettuno
Eroi dell'Olimpo: il figlio di Nettuno (The Son of Neptune) è il secondo libro della serie Eroi dell'Olimpo, successiva a Percy Jackson e gli dei dell'Olimpo. In Italia è uscito il 12 novembre 2013.

## Trama
Percy Jackson non ricorda nulla del suo passato ed è inseguito da Steno ed Euriale che hanno intenzione di ucciderlo per vendicare la morte della loro sorella Medusa. Durante la fuga Percy si imbatte in Era, travestita da vecchia signora, che gli dà due opzioni: la prima è portarla al tunnel Caldecott e attraverso il piccolo Tevere (anche se lo avvisa che attraversando il fiume lui perderà il marchio di Achille), la seconda ritirarsi nella sicurezza del mare e vivere una vita lunga e felice.
Percy decide di portarla oltre il piccolo Tevere, e quando arriva al Caldecott Tunnel incontra altri due semidei: Hazel Levesque e Frank Zhang. Mentre attraversano il fiume per giungere al Campo Giove, Percy vede Frank ghermito dalle Gorgoni, e a questo punto decide di sfruttare l'acqua del fiume per uccidere i mostri. Durante la notte si svolgono i ludi di guerra. Durante il gioco Frank e i suoi amici impressionano tutti con le loro abilità, e dopo la partita inaspettatamente vinta da loro appare Marte. Egli sostiene che Frank è suo figlio, e decide di inviarlo insieme a Percy e Hazel in una missione per liberare Thanatos, il dio della morte, che è stato imprigionato in Alaska da Alcione, il Gigante flagello di Plutone. Marte regala a Frank una lancia con un dente di drago come punta, ma gli dice che ha solo tre cariche. Il giorno dopo i Romani indicono una riunione di emergenza durante la quale Percy chiede la flotta marina Romana per il trasporto, la quale si rivela essere solamente una barca mal ridotta.
Nel viaggio verso l'Alaska i ragazzi si imbattono a Portland in Finea, figlio di Poseidone, onnisciente e onniveggente, che rivelerà di Thanatos solo se il trio catturerà un'arpia dalle piume rosse di nome Ella e la porterà da lui. Prima di catturala, però, vengono a conoscenza del fatto che Ella è in grado di memorizzare tutto ciò che legge e che rivela ai tre semidei che Finea può predire grandi cose ma non le piccole cose, e quindi gli piacciono giochi d'azzardo, scommesse, quindi decidono di giocare con Finea. Infine Finea e Percy stringono un patto: dovranno bere una fiala di sangue di Gorgone ciascuno (cimeli di guerra vinti da Percy quando sul piccolo Tevere ha ucciso le due sorelle di Medusa), una delle quali uccide mentre l'altra guarisce, ma che nessuno sa distinguere. Finea finisce per morire e il trio scopre la posizione del luogo di prigionia di Thanathos: il Ghiacciaio di Hubbard.
Incontrarono anche le Amazzoni, e la loro regina Hylla, sorella di Reyna, pretore del Campo Giove che deve misurarsi con Otrera per il posto della regina.
Durante il viaggio Frank rivela che la sua vita dipende da un pezzo di legno che si porta sempre dietro, il quale una volta bruciato del tutto lo farà morire; per questo lo affida a Hazel, la ragazza che si scopre piacergli.
Quando finalmente raggiungono il ghiacciaio, vi trovano in catene Thanatos. Le sue catene non possono essere rotte se non dal "fuoco della vita" ovvero quello che brucia sul bastoncino di Frank. Frank inizia così a sciogliere le catene con il fuoco prodotto dal suo bastoncino. Percy recupera l'aquila dorata della legione ma Alcione, il flagello di Plutone, attacca il trio evocando una legione fantasma che viene sconfitta da Percy facendola precipitare in mare. Frank libera Thanatos senza consumare del tutto il bastoncino da cui dipende la sua vita. Poi Frank va ad aiutare Hazel e impara ad usare il potere della sua famiglia, trasformandosi in altri animali. Così attacca e stordisce Alcione. Frank e Hazel quindi trascinano Alcione al di là del confine con il Canada, dato che può essere ucciso solo al di fuori dei confini dell'Alaska, luogo dove è risorto, dove Hazel lo uccide. Frank e Hazel ritornano con Percy al Campo Giove, dove, con l'aiuto di Tyson, la signora O'Leary, la legione romana e le Amazzoni respingono l'esercito del gigante Polibote (Flagello di Nettuno). Percy affronta il capo dell'esercito nemico, Polibote il Gigante, a duello mentre il resto del campo combatte i mostri. Percy chiede a Terminus, dio dei confini, di aiutarlo a sconfiggere il gigante, infatti i giganti possono essere sconfitti solo da un dio e un semidio. Percy batte finalmente Polibote e dopo la battaglia, la legione nomina Percy pretore, uno dei due leader del campo Romano, posto precedentemente occupato da Jason Grace che però è scomparso. Infine, arriva la "Argo II" di Leo, Jason, Piper e Annabeth, la ragazza di Percy. Il libro finisce con l'arrivo al Campo Giove della trireme volante.

## Personaggi
- Percy Jackson: un semidio, figlio di Poseidone, protagonista anche nella prima serie di libri. Lui e Jason Grace sono stati scambiati, perdendo la loro memoria per essere portati via, e Percy viene inviato al Campo Giove, da cui proveniva Jason. Intraprende missione con Frank Zhang e Hazel Levesque per salvare Thanatos, luogotenente di Plutone e guardiano delle Porte della Morte. Lui vi riesce e alla fine del libro conduce il campo Romano in battaglia contro le forze di Gea ed è nominato pretore dai campeggiatori. Cominciò a recuperare la memoria man mano a partire dalla metà del libro, quando beve il sangue delle Gorgoni mentre sfida Finea.

- Frank Zhang: un semidio, figlio di Marte, la madre è discendente dell'argonauta Periclimeno, nipote di Poseidone. Possiede la capacità di mutare forma grazie al suo antenato, il principe di Pylos, ed è un eccellente tiratore con l'arco. La sua vita è legata ad un bastoncino di legno, e, come sua nonna gli dice, quando viene bruciato, morirà. Ha una cotta per Hazel. Nonostante il padre di Frank (Marte) lo riconosca in ritardo e gli dica di non preoccuparsi per quanto tempo vivrà e di fare solo il suo dovere come sua madre avrebbe voluto, Marte implica che questo è quello che Frank contribuirà al raggiungimento della profezia dei sette. Frank è l'unico noto semidio Greco (in quanto discendente di Poseidone) e Romano (in quanto figlio di Marte), il che gli conferisce abilità diverse da divinità diverse.

- Hazel Levesque: una semidea, figlia di Plutone, nata nel 1929 e vissuta a New Orleans. Sua madre per avidità chiese di ottenere le ricchezze della terra: come conseguenza, metalli preziosi e gemme risalgono in superficie nei pressi di Hazel, ma provocano disgrazie in coloro che li possiedono. Fu ingannata perché costretta da Gea a far risorgere Alcione in Alaska e morì nel 1942 per impedire la resurrezione di Alcione. Per evitare che la madre finisca nei campi della Pena, sacrificò la propria possibilità di finire nei campi dell'Elisio e finì, sia la madre che Hazel nelle praterie degli Asfodeli. Nico di Angelo la salvò dalle Praterie degli Asfodeli, dandole una seconda chance e portandola al Campo Giove. È il terzo membro del trio che va alla ricerca di Thanatos. Nutre dei sentimenti ricambiati per Frank. Lei ha domato Arion, un cavallo delle Amazzoni conservato per la loro più grande guerriera.

- Reyna: una semidea, figlia di Bellona, dea Romana della guerra; è la sorella di Hylla (regina delle Amazzoni) ed era un'ancella sull'isola di Circe nel libro Il mare dei mostri. È un pretore della Dodicesima Legione. Ha i capelli scuri e indossa un mantello di porpora sopra la sua armatura d'oro.

- Ella: è una arpia dai capelli e piumaggio rossi, occhi grigi, e una struttura ossea imponente. Era una delle arpie inviate a torturare Finea rubando il suo cibo. Ha memorizzato moltissimi libri e può recitarne dei passi parola per parola. Ha una vasta conoscenza dei Romani e della loro cultura. Alla fine del libro si scopre che lei ha letto i libri Sibillini (libri profetici romani) che dovevano essere nascosti da Ottaviano. Tyson sembra avere una cotta per lei.

## Curiosità
A Il figlio di Nettuno è stata data una prima tiratura di tre milioni di copie. Dopo il rilascio, il libro si è classificato n ° 1 su The New York Times bestseller list, sulla lista di USA Today bestseller, e sulla classifica di vendita del The Wall Street Journal. È stato il miglior libro Amazon del mese di ottobre 2011.

## Critica
La critica per il romanzo è stata generalmente positiva. Dana Henderson del Seattle Post-Intelligencer ha definito l'aggiunta di nuovi personaggi "rinfrescante e accattivante" e ha affermato che dà "motivazione al lettore a voler continuare a leggere". Kimberly Bennion in Deseret News lo ha citato come un "roller-coaster emozionale "e avrebbe fatto piacere sia ai fan vecchi e nuovi. Tuttavia, ha pensato che i personaggi abbiamo dei difetti. Il Leader Hutchinson Kay Johnson ha scritto che la trama è confusa e la prima metà non è stata coinvolgente, ma che in compenso a Riordan dovrebbe essere riconosciuto il merito di introdurre la mitologia greca e romana ad una nuova generazione. Kirkus Reviews è stato positivo per il libro, pensando che Riordan ha "riacquistato la trazione" dopo aver "fatto girare le ruote" con L'eroe perduto.

## Edizioni
- Rick Riordan, Eroi dell'olimpo: Il Figlio di Nettuno, Collana I Grandi, Arnoldo Mondadori Editore, 2013,  p. 467, ISBN 8804633697.